# 24919 Teruyoshi
24919 Teruyoshi è un asteroide della fascia principale. Scoperto nel 1997, presenta un'orbita caratterizzata da un semiasse maggiore pari a 2,3605836 UA e da un'eccentricità di 0,1879276, inclinata di 2,11409° rispetto all'eclittica.